# Баромениј
Баромениј (фр. Baromesnil) насеље је и општина у северној Француској у региону Горња Нормандија, у департману Приморска Сена која припада префектури Дјеп.
По подацима из 2011. године у општини је живело 247 становника, а густина насељености је износила 30,95 становника/km². Општина се простире на површини од 7,98 km². Налази се на средњој надморској висини од 124 метара (максималној 140 m, а минималној 74 m).

## Демографија
| 1962. | 1968. | 1975. | 1982. | 1990. | 1999. | 2011. |
| ----- | ----- | ----- | ----- | ----- | ----- | ----- |
| 227   | 251   | 262   | 299   | 266   | 259   | 247   |

График промене броја становника у току последњих година